# Усадьба Лизогубов (Седнев)
Усадьба Лизогубов — архитектурно-парковый ансамбль и комплекс памятников архитектуры национального значения в Седневе.

## История
Постановлением Кабинета Министров УССР от 24.08.1963 № 970 «Про упорядочение дела учёта и охраны памятников архитектуры на территории Украинской ССР» («Про впорядкування справи обліку та охорони пам'ятників архітектури на території Української РСР») комплексу присвоен статус памятник архитектуры национального значения с охранным № 863 под названием Усадьба Лизогубов. Комплекс включает каменицу Лизогубов с охранным № 863/1, беседку (альтанку) —  охранный № 863/2, парк —  охранный № 863/3.
При входе на территорию установлены информационная доска памятника архитектуры, природоохранного объекта Седневского парка и мемориальная доска Т. Г. Шевченко. Также установлена еще одна доска Т. Г. Шевченко.

## Описание
Усадьба Лизогубов расположена вдоль правого берега реки Снов в южной части Седнева. Начала формироваться в конце 17 века, когда Седнев стал имением представителей казацкой старшины — Лизогубов. Первым владельцем усадьбы был Яков Кондратьевич Лизогуб. По его заказу были возведены жилые, культовые и хозяйственные сооружения, был разбит парк. К середине 19 века усадьба превратилась в живописный архитектурный ансамбль. Оставив государственную службу, в 1830-е годы в Седневе поселился брат Якова Кондратьевича Андрей Иванович. В конце 1860-х годов усадьба перешла к Дмитрию Андреевичу Лизогубу.
Прекрасная природа, демократизм и гостеприимство хозяев усадьбы привлекали сюда многих деятелей культуры. В 1846 и 1847 года Лизогубы принимали Т. Г. Шевченко, а также живописца Л. М. Жемчужникова, писателей Л. И. Глебова и Б. Д. Гринченко. В 1890-е годы здесь работали художник Афанасий Георгиевич Сластион и революционер Николай Николаевич Колодкевич, скрывались революционеры-народовольцы Андрей Иванович Желябов и Софья Львовна Перовская, бывали революционеры Александр Дмитриевич Михайлов и Валериан Андреевич Осинский.
Часть сооружений усадьбы Лизогубов перестраивалась. Из первоначального этапа истории усадьбы сохранились каменица Лизогубов и Воскресенская церковь — оба 17 века. На месте деревянного жилого дома в 19 веке сооружен одноэтажный кирпичный дом. Также сохранились перестроенный флигель, каменный мостик и небольшой грот. На месте оранжереи сохранились только фундамент и подпорные стены. Среди малых форм паркового ансамбля сохранилась беседка Л. И. Глебова. Флигель — каменный, одноэтажный, П-образный в плане дом, северо-восточный фасад с эркером под куполом. С юго-западной стороны вход, которые украшает двухколонный портик с треугольным фронтоном. 
Часть парка была передана школе, в средней части усадьбы размещается больница, в южной — Дом творчества Общества художников (с 1964 года) в 3-тажном доме. Во флигеле размещается филиал Черниговского областного исторического музея «Усадьба семьи Лизогубов». Расположены памятники Т. Г. Шевченко, Л. И. Глебову, Андрею и Илье Лизогубам.   